# 巨灵神

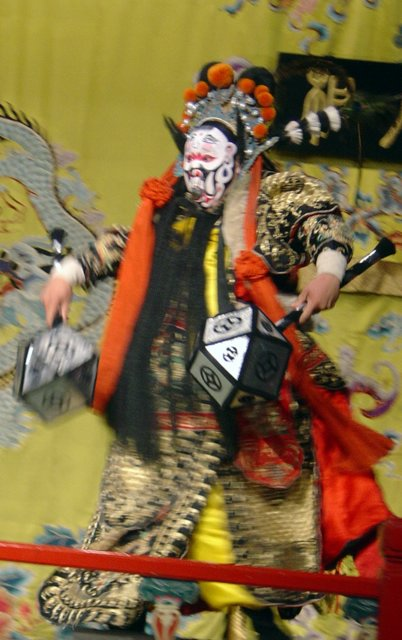
巨灵神

巨灵神是中国古代神话传说中体型庞大、力大无比的河神。传说曾劈华山治水《水经注·河水》：“华岳本一山当河，河水过而曲行，河神巨灵，手荡脚踢，开而为两，今掌足之迹仍存。”
源于汉代的黄河信仰，是开辟河道的神。
汉代《西京赋》：“巨灵赑屃，高掌远跖，以流河曲。”
《遁甲开山图》“有巨灵胡者，遍得坤元之道，能造山川，出江河。”

## 二十世纪太平洋歌
梁启超《二十世纪太平洋歌》“巨灵擘地铓鸿荒，飞鼍碎影神螺僵，上有抟土顽苍苍，下有积水横泱泱，抟土为六积水五，位置错落如参商。”

## 搜神记
《搜神记》卷十三中提到“二华之山，本一山也，当河，河水过之，而曲行；河神巨灵，以手擘开其上，以足蹈离其下，中分为两。以利河流。今观手迹于华岳上，指掌之形具在；脚迹在首阳山下，至今犹存。故张衡作西京赋所称“巨灵赑屃，高掌远跖，以流河曲，”是也。”薛综注解《西京赋》也写到“巨灵，河神也。”《水经注》的“卷四”的“河水”注中提到“左丘明《国语》云：华岳本一山当河，河水过而曲行，河神巨灵，手荡脚蹋，开而为两，今掌足之迹仍存华岩。”

## 西游记
在《西游记》第四回中也有巨灵神出场，他在托塔天王李靖和哪吒三太子率领的天宫大军中担任先锋官，讨伐造反下界的孙悟空。

## 太华双游记
明·吴同春《太华双游记》“从者具饭，饭已，登巅观，巨灵迹，又北上登肺石观，舍身崖。崖傍有石，窦大，容十数人，道士曰：此天罗地网，昔【巨灵母压于此，巨灵劈山得出说】，固矫诬然覆石，口耳手鼻其形宛然。亦足怪，又其北，则绝顶。”

## 华山游记
明·陈以忠《华山游记》：“远望之，见其大者五岐如指，后人好奇，遂谓巨灵擘山，掌迹犹存。……北行为西峰，石罅二尺直下。”

## 曲目
《录鬼薄》为《巨灵劈华岳》，《元曲选》的《曲目》记载为《巨灵神劈华山》，元李好古所作《太和正音谱》和《全元曲杂剧》有《巨灵神劈华岳》。

## 参看
巨灵 (中国传说)